# ニューヨーク市地下鉄R44形電車
ニューヨーク市地下鉄R44形電車（ニューヨークしちかてつR44がたでんしゃ）は、アメリカ合衆国のニューヨーク市地下鉄とスタテンアイランド鉄道で走行する、鉄道車両である。セントルイス・カー・カンパニーによって製造され、1971年にデビューした。本形式は、1974年までに352両投入されたうちの289両は廃車されている。また、1990年から1992年にかけて車体修繕が施されている。